# Cratere Richards (Luna)
Richards è un cratere lunare di 16,8 km situato nella parte nord-occidentale della faccia nascosta della Luna.
Il cratere è dedicato al chimico statunitense Theodore William Richards.